# Sclerocactus cloverae
Sclerocactus cloverae là một loài thực vật có hoa trong họ Cactaceae. Loài này được K.D. Heil & J.M. Porter miêu tả khoa học đầu tiên năm 1994.